# Susanne Haun

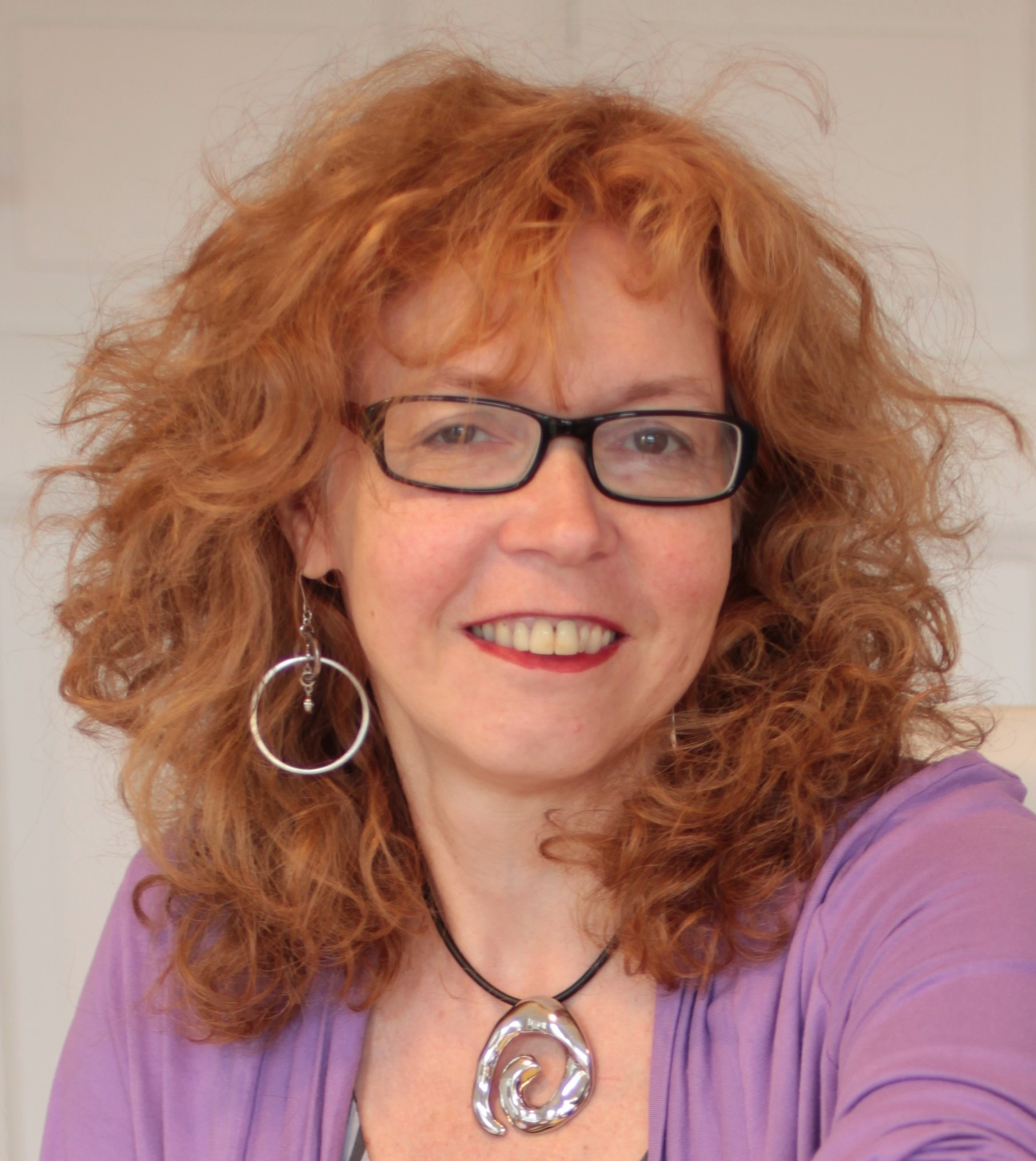
Susanne Haun, 2016

Susanne Haun (* 8. April 1965 in Berlin) ist eine deutsche Künstlerin, Zeichnerin und Autorin.
Haun studierte Kunstgeschichte und Philosophie an der Freien Universität Berlin. Vor ihrer künstlerischen Tätigkeit war sie Systemanalytikerin und Entwicklerin für verschiedene ARD-Sendeanstalten.
Neben ihrer Tätigkeit als Autorin und Illustratorin ist Haun als freischaffende Künstlerin tätig. In Einzel- und Gruppenausstellung sowie in ihrem Kunstsalon setzt sie sich mit Fragen der Erinnerung und der Vergänglichkeit der Zeit auseinander.
Haun ist als Dozentin im Bildungswerk des Berufsverband Bildender Künstler*innen Berlin tätigt.

## Veröffentlichungen

### Eigene Werke
- Mit Tusche zeichnen und kolorieren. Igling (Edition Michael Fischer) 2011, ISBN 978-3-939817-94-9.
- Engel. Berlin (Curach Bhán Publ.) 2011, ISBN 978-3-942002-02-8.
- Die Kunst der Radierung. Material – Techniken – Arbeitsabläufe, Igling (Edition Michael Fischer), 2012, ISBN 978-3-86355-090-5.

### Als Illustratorin
- Holz und Linolschnitt ohne Aufwand: die Technik in Detail- und Schritt-für-Schritt-Bildern Text von Susanne Haun und Manfred Braun, Igling (Edition Michael Fischer), 2013, ISBN 978-3-86355-159-9.
- Landtiere. Text Gerd Knappe, Illustration Susanne Haun, Fotografie Thomas Lemnitzer, Neustadt (Dosse) (Eichhörnchenverlag), 2017, ISBN 978-3-9818726-0-6.

## Weiterführende Links
- Website von Susanne Haun
- Susanne Haun bei Kunstnet
- Eintrag zu Susanne Haun bei der Akademie der Künste Berlin